# Triooo
Triooo was een vierkoppige Twentse  muziekgroep. De band begon in 1991 en een groot deel van hun teksten zijn geschreven in het Twents. In 2011 is de band gestopt. De naam Triooo verwijst naar het oorspronkelijke aantal leden van het toenmalige trio waarbij de drie o’s aangeven dat de naam in dialect uitgesproken wordt:

Iej nemt r twee oet 'Enschede' en döt krek zo oet 'Hengelo', dan krie'j TRIOOO.
— 

## Ontstaan, muziekstijl en zingen in het Twents
Triooo ontstond in 1991 tijdens een repetitieweekend van Straatorkest VONK (Verenigde Oost Nederlandse Kompagnie). Vrieler, Braam en Van de Ven experimenteerden met zang, gitaar en muzikaal gebruik van voorwerpen die ze op tafel vonden en creëerden zo het nummer: Bennie. In 1998 werd het Triooo met de komst van Henk van de Wetering uitgebreid tot een kwartet.
Dat jaar (1998) brachten zij het album Zo Dan! uit, in 2005 gevolg door de CD Op nen dag. Dit tweede album was vooral een ode aan de in 2003 overleden tekstdichter Willem Wilmink.
Triooo schreef eigen teksten en gebruikte naast het werk van Willem Wilmink ook teksten van Theo Vossenbeld en Sebastiaan Roes, deels hertaald naar Twents uit het Nederlands. De teksten van de liedjes die Triooo maakte bestaan uit veelal verhalende, humoristische en ironische gedichten. Hoewel hun muziek allerlei elementen bevat uit jazz, blues en country stond voor de bandleden creatieve eigenheid voorop.

## Leden
- René Vrieler (1954 - 2013) speelde in Quasimodo (de begeleidingsband van Willem Wilmink), Triooo, Vonk. Hij was ook met Herman Finkers te zien in ‘Het verhaal van Kees’ (1989). Hij speelde accordeon, harmonica, maar ook mandoline, sopraansax, gitaar, bas, lapsteel en ukelele.
- Harm Braam (1952 - ) speelt onder meer gitaar, bas, piano, mandoline, klarinet en verschillende saxofoons, en hij zingt.
- Fred van de Ven (1950 - 2020) was de eerste stadsdichter van Hengelo (Ov). Hij schreef veelal gedichten die ook gezongen konden worden, in het Nederlands en het Twents. Hij voelde zich verwant met zijn grote voorbeelden Francois Vilon en Willem Wilmink. De laatste schreef ter gelegenheid van zijn zijn vijftigste verjaardag het gedicht ‘Cowboy Fred’ dat als liedje op het Triooo-album “Zo dan” terug te vinden is. Van de Ven zong en speelde onder meer in Quasimodo, Sansan, Vonk en Triooo.[7]
- Henk van de Wetering (1951 -) werkt bij Poparchief Twente. Hij is vooral slagwerker, maar speelt ook altsax.

## Discografie

### Albums
- Zo Dan! - Silvox SIL 027 - 1998[8]
- Op nen dag - Silvox SIL 157 - 2006[9]

### Liedjes (selectie)
- Bennie (1991)[10]
- Waorum (1997)[11]
- Cowboy Fred (2006) - Naar een tekst van Willem Wilmink[12]
- Aenske (2006) - Naar een tekst van Willem Wilmink[13]